# 鯖屬
鯖屬是鯖科下的一个屬，统称为鯖魚，是一類很常見的食用魚，出沒於西太平洋及大西洋的海岸附近，喜群居。鯖鱼平均身长30至50（12至20英寸），寿命最长可至11年，以吞噬浮游生物及鲟鱼、鳕鱼和鲱鱼所产的卵为生。

## 名称

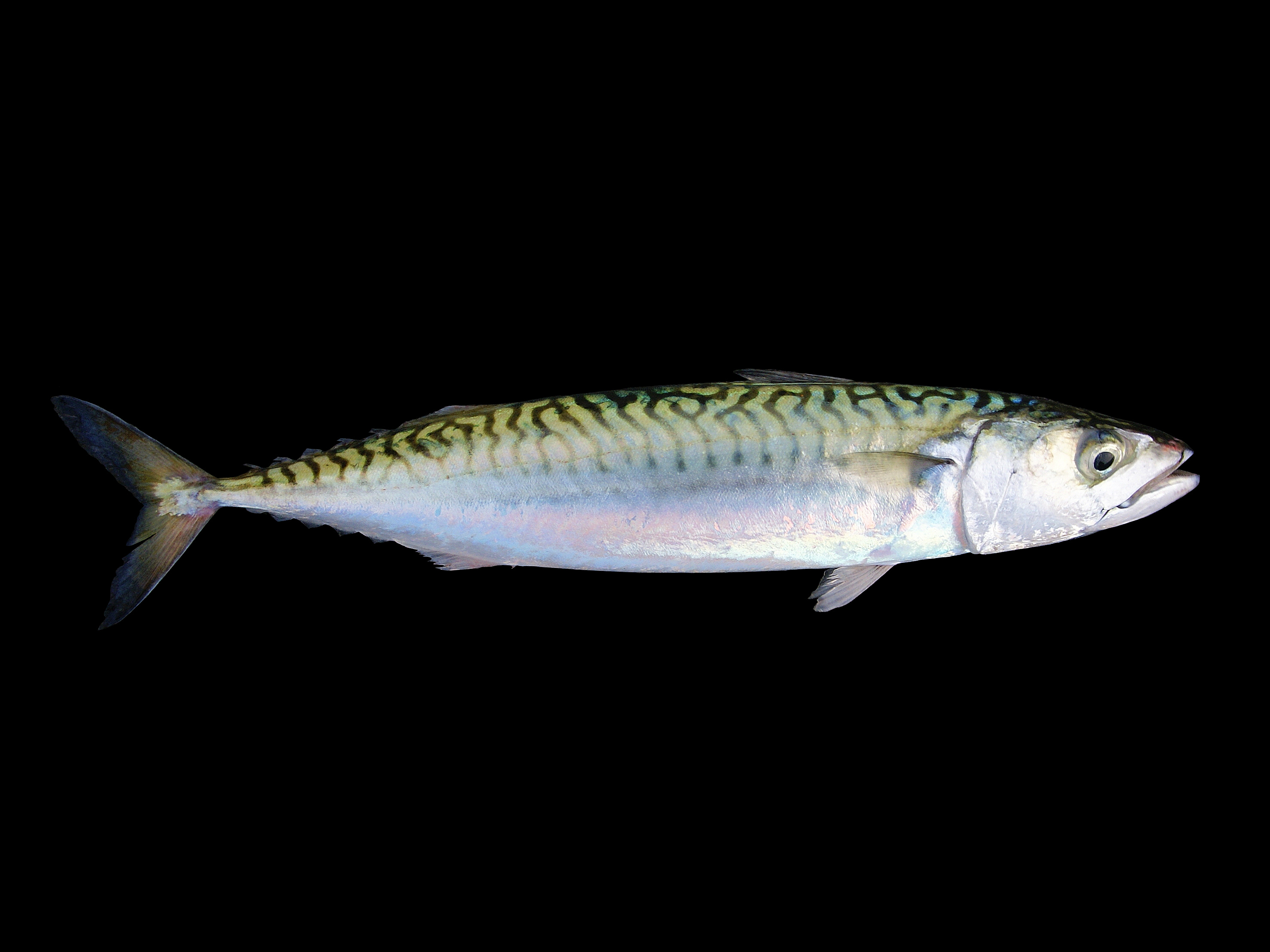
在北海比利时海域捕捞的鯖魚

鯖魚又名青花魚、油胴魚，古名鮐。在中文语境下要注意区别于中国的四大家鱼之一的青鱼，在浙江沿海地区，此鱼被称为青占鱼。閩南、臺灣稱之為花飛魚，在北臺灣此鱼被称为沙巴魚（音譯日文「サバ」）。南臺灣將称为三元魚、三文魚，是將鮭魚音譯「三文魚」錯用於鯖魚。

## 种类
鯖属包括大西洋鯖、花腹鯖（澳洲鯖）、科利鯖、白腹鯖（日本鯖）和印度鯖等五种。其中，大西洋鯖（學名：Scomber scombrus）为产于北美洲和欧洲的大西洋沿岸的鯖屬鱼种，为重要的中上层经济鱼类之一。该种鱼类分布广、生长快、产量高，同时，其肉质坚实，除鲜食外还可腌制或制作罐头，其肝可提炼鱼肝油。
白腹鯖为中国、日本主要经济鱼类，花腹鯖的模式種產地在澳洲西部，而印度鯖为2016年在阿拉伯海东部新发现的物种。
| 科 / 属                      | 名称     | 学名             | 别名         | 分布                           |
| ---------------------------- | -------- | ---------------- | ------------ | ------------------------------ |
| 鲭科 Scombridae 鲭属 Scomber | 大西洋鲭 | S. scombrus      | 鲭鱼         | 大西洋、地中海、黑海、波罗的海 |
| 鲭科 Scombridae 鲭属 Scomber | 花腹鲭   | S. australasicus | 澳洲鲭       |                                |
| 鲭科 Scombridae 鲭属 Scomber | 白腹鲭   | S. japonicus     | 日本鲭、鲐鱼 | 印度太平洋区                   |
| 鲭科 Scombridae 鲭属 Scomber | 科利鲭   | S. colias        |              |                                |
| 鲭科 Scombridae 鲭属 Scomber | 印度鲭   | S. indicus       |              | 印度喀拉拉邦附近的阿拉伯海     |

- 大西洋鲭
- 花腹鲭
- 白腹鲭
- 科利鲭

## 生態

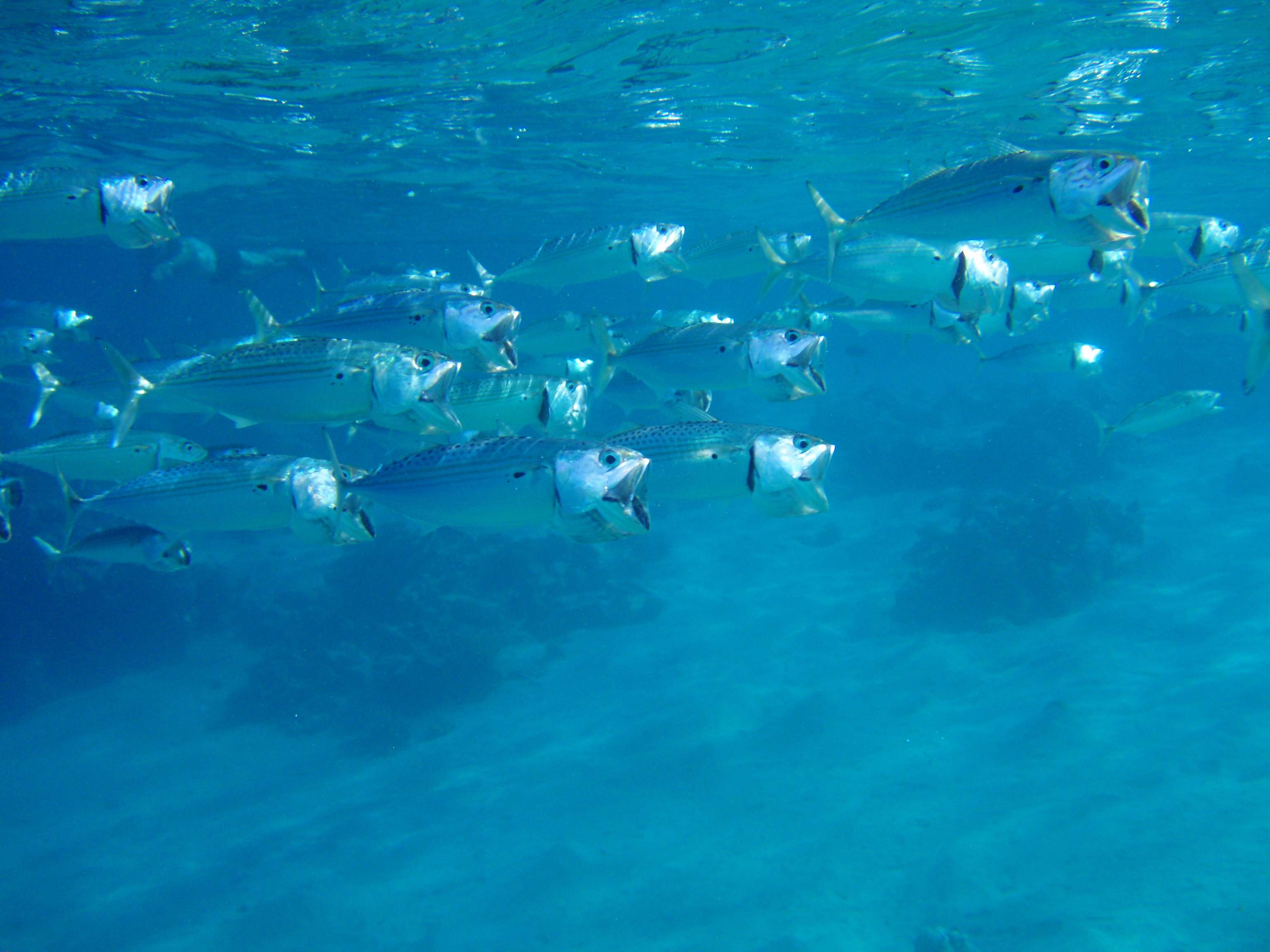
掠食中的鲭鱼群

鯖魚生活在溫帶及寒帶的大陸棚，成群活動，冬季時會游至深水域越冬，春天時游至沿岸海域。大西洋鯖魚過去主要在大西洋東北部海域活動。但是，近年來隨著它們成為捕食對象，逐漸轉移到冰島和法羅群島（Faroe Isles）附近海域集結。海洋保護學會称，鯖魚目前的數量雖然還好，但已經呈下降趨勢，因此建議人們「偶爾吃」，引发蘇格蘭渔民不满。因为鯖魚是蘇格蘭漁民的主要魚種之一，2011年的捕撈價值達1億6千多萬英鎊。
鲭鱼屬肉食性，掠食动作粗暴，以小魚及浮游動物為食。

## 食用
鲭鱼富含EPA、DHA等ω-3脂肪酸，有助于增强记忆力。由于鯖魚易腐難藏，捕获后需要立即处理并且全程冰冻，否则出水的那一秒便迅速开始腐败。在早年保鲜技术不发达的时候，甚至常常被当成杂鱼丢弃或做成猫粮。因具有特殊腥味，故少有生食，多數情況下都是以香料或醋醃漬鯖魚，以達成保存與去腥的效果。
鲭鱼体内大量的慢速红肌使得鱼肉有着红肉般的紧致口感。日本和台灣皆有出產鹽漬鯖魚。以番茄汁為主要原料製造的茄汁鯖魚罐頭在台灣非常受歡迎，亦常見煮營養白麵條配上茄汁鯖魚罐頭的作法。在中国大陆常见烹调方式为红烧、五香或添加梅干菜红烧。
另外由于它的肉质中含有较多脂肪因此特别适合熏烤。和沙丁鱼及金枪鱼一样，鲭鱼还常被人制成鱼罐头食用。
鯖魚也是舟山等浙江沿海较为常见的食用鱼，最常见烹调方式为红烧，或添加梅干菜红烧。
- 烧烤
- 烟熏
- 罐头

### 鲭鱼中毒
鲭鱼肌肉中含有大量游离组氨酸，当受到能产生组氨酸脱羧酶的细菌污染时，组氨酸会被分解而产生有毒的组胺，这类毒素不会因为油煎、清蒸、煮汤而挥发。使食者会发生过敏性食物中毒，被称为鲭鱼中毒。鲭鱼中毒的症状主要是过敏反应，中毒者会出现呼吸紧促、脸部潮红、头痛、荨麻疹、发热以及呕吐、腹泻等症状。
一般情况下，新鲜的鲭鱼产生的组胺很少。经实验，青花鱼、金枪鱼、沙丁鱼等鱼类在37℃放置96小时即可产生1.6～3.2mg/kg的组胺，而鲤鱼、鲫鱼和鳝鱼等淡水鱼类产生的组胺仅为1.2～1.6mg/kg。而引起人体中毒的组胺摄入量为1.5mg/kg，并与个体对组胺的敏感程度有关。香港食品法典委员会所订的行动水平为200mg/kg。